# نيل موتشان
نيل موتشان (بالإنجليزية: Neil Mochan)‏ مواليد 6 أبريل 1927 في اسكتلندا - الوفاة 28 أغسطس 1994 في اسكتلندا، كان لاعب كرة قدم اسكتلندي كان يلعب كمهاجم. سبق له أن لعب في كأس العالم لكرة القدم مع منتخب بلاده.

## المسيرة الاحترافية

### أندية لعب لها
- نادي غرينوك مورتون
- نادي ميدلزبره
- نادي سلتيك
- دندي يونايتد
- ريث روفرز

## روابط خارجية
- نيل موتشان على موقع الاتحاد الإسكتلندي (الإنجليزية)
- نيل موتشان على موقع قاعدة بيانات كرة القدم.إي يو (الإنجليزية)
- نيل موتشان على موقع ناشيونال فوتبول تيمز (الإنجليزية)